# Nati nel 1966/Ottobre
| Questa pagina contiene informazioni ricavate automaticamente dalle voci biografiche con l'ausilio del template Bio e di un bot. L'aggiornamento è periodico e automatico e ricostruisce completamente la pagina. Se manca una persona in questa lista, sei pregato di non aggiungerla, ma accertati piuttosto che la sua voce biografica contenga il template Bio e che i dati anagrafici siano correttamente compilati. Se il template Bio manca, inseriscilo tu stesso o, in alternativa, metti l'avviso {{tmp\|Bio}} che ne segnala la mancanza. Se i dati riportati sono sbagliati, correggi direttamente la voce biografica; le modifiche saranno visibili in questa lista entro pochi giorni. Per chiarimenti vedi il progetto biografie. La lista contiene solo le 316 persone che sono citate nell'enciclopedia e per le quali è stato implementato correttamente il template Bio. Pagina aggiornata al 18 ago 2025. |

- 1º ottobre - Brian Asawa, contraltista statunitense († 2016)
- 1º ottobre - Maxim Atayants, architetto e artista armeno
- 1º ottobre - Donato Avenia, allenatore di pallacanestro e ex cestista italiano
- 1º ottobre - Domenico Bidognetti, mafioso e collaboratore di giustizia italiano
- 1º ottobre - Stefano Dionisi, attore italiano
- 1º ottobre - Ahmed Hefiane, attore tunisino
- 1º ottobre - Scott Innes, doppiatore e attore statunitense
- 1º ottobre - Marc Martí Moreno, copilota di rally spagnolo
- 1º ottobre - Audrey van der Meer, neuroscienziata norvegese
- 1º ottobre - George Weah, politico e ex calciatore liberiano
- 1º ottobre - José Ángel Ziganda, allenatore di calcio e ex calciatore spagnolo
- 2 ottobre - Clet Abraham, artista francese
- 2 ottobre - John Beresford, ex calciatore inglese
- 2 ottobre - Carlos Cuarón, regista e sceneggiatore messicano
- 2 ottobre - Nicola Raffaele Di Matteo, editore italiano
- 2 ottobre - Mousse T., disc jockey e produttore discografico tedesco
- 2 ottobre - Giancarlo Kalabrugovic, comico e cabarettista italiano
- 2 ottobre - Peter Knäbel, dirigente sportivo, allenatore di calcio e ex calciatore tedesco
- 2 ottobre - Claudia Lössl, attrice e doppiatrice tedesca
- 2 ottobre - Paolo Martella, cantante italiano
- 2 ottobre - Ángel Merino, ex calciatore e allenatore di calcio spagnolo
- 2 ottobre - Chris Youngblood, wrestler statunitense († 2021)
- 2 ottobre - Natalia Svisceva, ex cestista e allenatrice di pallacanestro moldava
- 2 ottobre - Yokozuna, wrestler statunitense († 2000)
- 3 ottobre - Anthony Fallah Borwah, vescovo cattolico liberiano
- 3 ottobre - Damiano Ficoneri, giornalista italiano
- 3 ottobre - Frank Hannon, chitarrista e compositore statunitense
- 3 ottobre - Hashem Hidari, ex calciatore e ex giocatore di calcio a 5 iraniano
- 3 ottobre - Maso Notarianni, giornalista e fotoreporter italiano
- 3 ottobre - Majid Saleh, ex calciatore e ex giocatore di calcio a 5 iraniano
- 3 ottobre - Christof Schwaller, giocatore di curling svizzero
- 3 ottobre - Tomer Steinhauer, ex cestista israeliano
- 4 ottobre - Nick Brandt, fotografo britannico
- 4 ottobre - John van den Brom, allenatore di calcio, dirigente sportivo e ex calciatore olandese
- 4 ottobre - Federico D'Elía, attore televisivo argentino
- 4 ottobre - Giuseppe De Gaetano, ex marciatore italiano
- 4 ottobre - Zoltan Kadar, allenatore di calcio e ex calciatore rumeno
- 4 ottobre - Warren Spink, ex calciatore e ex giocatore di calcio a 5 australiano
- 4 ottobre - Hiroko Tanabe, ex cestista giapponese
- 4 ottobre - Monica Vullo, regista italiana
- 5 ottobre - Wilfred Agbonavbare, calciatore nigeriano († 2015)
- 5 ottobre - Sean Carroll, astrofisico statunitense
- 5 ottobre - Andrea De Maria, politico italiano
- 5 ottobre - Caple Donaldson, calciatore giamaicano († 2009)
- 5 ottobre - Nudžein Geca, ex calciatore bosniaco
- 5 ottobre - Marcelo Herrera, allenatore di calcio e ex calciatore argentino
- 5 ottobre - Lorenza Indovina, attrice italiana
- 5 ottobre - Inesa Kravec', ex triplista e lunghista ucraina
- 5 ottobre - Jeff Lebo, ex cestista e allenatore di pallacanestro statunitense
- 5 ottobre - Terri Runnels, ex wrestler statunitense
- 5 ottobre - Alessandro Serena, regista italiano
- 5 ottobre - Alex Wurman, compositore statunitense
- 6 ottobre - Rosario Compagno, allenatore di calcio e ex calciatore italiano
- 6 ottobre - Dolores Heredia, attrice messicana
- 6 ottobre - Dylan Horrocks, fumettista e disegnatore neozelandese
- 6 ottobre - Jimmie Johnson, ex giocatore di football americano e allenatore di football americano statunitense
- 6 ottobre - Melania Mazzucco, scrittrice e drammaturga italiana
- 6 ottobre - Jacqueline Obradors, attrice statunitense
- 6 ottobre - Niall Quinn, ex calciatore e allenatore di calcio irlandese
- 6 ottobre - Franco Ricciardi, cantautore e attore italiano
- 6 ottobre - Štefan Škaper, ex calciatore sloveno
- 6 ottobre - Tommy Stinson, bassista statunitense
- 6 ottobre - Mark Whitfield, chitarrista statunitense
- 7 ottobre - Gorka Aguinagalde, attore spagnolo
- 7 ottobre - Sherman Alexie, scrittore, poeta e sceneggiatore statunitense
- 7 ottobre - Marcelo Chamusca, allenatore di calcio brasiliano
- 7 ottobre - Marco Beltrami, compositore statunitense
- 7 ottobre - Maurizio Di Gati, collaboratore di giustizia italiano
- 7 ottobre - Lorenzo Juarros, ex calciatore spagnolo
- 7 ottobre - Mónica Messa, ex cestista spagnola
- 7 ottobre - Anthony Randazzo, vescovo cattolico australiano
- 7 ottobre - Jerome Tang, allenatore di pallacanestro trinidadiano
- 8 ottobre - Art Barr, wrestler statunitense († 1994)
- 8 ottobre - Alessandro Bertoni, allenatore di calcio e ex calciatore italiano
- 8 ottobre - Kerstin Gier, scrittrice tedesca
- 8 ottobre - Olaf Janßen, allenatore di calcio e ex calciatore tedesco
- 8 ottobre - David Kustoff, politico statunitense
- 8 ottobre - Mileta Lisica, cestista jugoslavo († 2020)
- 8 ottobre - Claire Messud, scrittrice statunitense
- 8 ottobre - Krzysztof Mikołajewski, ex giocatore di calcio a 5 polacco
- 8 ottobre - Karyn Parsons, attrice statunitense
- 8 ottobre - Tabea Zimmermann, violista tedesca
- 9 ottobre - Francesco Bearzatti, sassofonista e clarinettista italiano
- 9 ottobre - David Cameron, politico britannico
- 9 ottobre - Cristina Giolitti, doppiatrice italiana
- 9 ottobre - Sylfest Glimsdal, biatleta norvegese
- 9 ottobre - Ekaterina Golubeva, attrice russa († 2011)
- 9 ottobre - Marcelo Morales, ex calciatore argentino
- 9 ottobre - José Rico Pavés, vescovo cattolico spagnolo
- 9 ottobre - Lúcio Antunes, allenatore di calcio capoverdiano
- 9 ottobre - Vincenzo Sospiri, ex pilota automobilistico italiano
- 9 ottobre - Moreno Spirogi, cantante, disc jockey e musicista italiano
- 9 ottobre - Olaf Zinke, ex pattinatore di velocità su ghiaccio tedesco
- 10 ottobre - Tony Adams, ex calciatore, allenatore di calcio e dirigente sportivo inglese
- 10 ottobre - Bai Ling, attrice cinese
- 10 ottobre - Carolyn R. Bertozzi, chimica statunitense
- 10 ottobre - Mohamed Elmoutaoikil, attivista saharawi
- 10 ottobre - Maria Ford, attrice statunitense
- 10 ottobre - Anton Genov, arbitro di calcio bulgaro
- 10 ottobre - Quim Machado, allenatore di calcio e ex calciatore portoghese
- 10 ottobre - Derrick McKey, ex cestista statunitense
- 10 ottobre - Elana Meyer, ex mezzofondista e maratoneta sudafricana
- 10 ottobre - Karen Percy, ex sciatrice alpina canadese
- 10 ottobre - Steve Saluto, chitarrista italiano
- 10 ottobre - Zhai Zhigang, astronauta cinese
- 11 ottobre - Fehaid Aldeehani, tiratore a volo kuwaitiano
- 11 ottobre - Hauschka, compositore e pianista tedesco
- 11 ottobre - Gheorghe Ceaușilă, ex calciatore rumeno
- 11 ottobre - Pau Donés, cantautore e chitarrista spagnolo († 2020)
- 11 ottobre - Bobby Humphrey, ex giocatore di football americano statunitense
- 11 ottobre - Andy Kilner, allenatore di calcio e ex calciatore inglese
- 11 ottobre - Luke Perry, attore e doppiatore statunitense († 2019)
- 11 ottobre - László Rátgéber, allenatore di pallacanestro ungherese
- 11 ottobre - Sergej Surovikin, generale russo
- 11 ottobre - Jonathan C. Wright, politico statunitense
- 12 ottobre - Dario Buzzolan, scrittore italiano
- 12 ottobre - Jonathan Crombie, attore e doppiatore canadese († 2015)
- 12 ottobre - Christian Due-Boje, ex hockeista su ghiaccio svedese
- 12 ottobre - Gundi Eberhard, attrice, doppiatrice e conduttrice radiofonica tedesca
- 12 ottobre - Rupert Gregson-Williams, compositore britannico
- 12 ottobre - Claudio Grimaudo, ex calciatore italiano
- 12 ottobre - Wim Jonk, allenatore di calcio, dirigente sportivo e ex calciatore olandese
- 12 ottobre - Brian Kennedy, cantautore irlandese
- 12 ottobre - Bruno Kongaouin, ex cestista centrafricano
- 12 ottobre - Rhona Martin, ex giocatrice di curling britannica
- 12 ottobre - Antonio Ricci, allenatore di calcio a 5 italiano
- 12 ottobre - Néstor Sensini, dirigente sportivo, allenatore di calcio e ex calciatore argentino
- 12 ottobre - Brian Stemmle, ex sciatore alpino canadese
- 12 ottobre - Artur Ważny, vescovo cattolico polacco
- 13 ottobre - Angelo Deruggiero, allenatore di calcio e ex calciatore italiano
- 13 ottobre - Thomas Goletz, fumettista tedesco
- 13 ottobre - Greg Hubbard, ex cestista australiano
- 13 ottobre - Ursula Martinez, scrittrice, cabarettista e attrice teatrale britannica
- 13 ottobre - Rocco Morabito, mafioso italiano
- 13 ottobre - Hiroyuki Okiura, regista, sceneggiatore e animatore giapponese
- 13 ottobre - John Regis, ex velocista britannico
- 14 ottobre - Elisa Anzaldo, giornalista e conduttrice televisiva italiana
- 14 ottobre - Lorenzo Cicconi Massi, fotografo e regista italiano
- 14 ottobre - José Manuel González López, allenatore di calcio e ex calciatore spagnolo
- 14 ottobre - Massimo Ienca, dirigente sportivo italiano
- 14 ottobre - Paula Jones, funzionaria statunitense
- 14 ottobre - Brenda K. Starr, cantante statunitense
- 14 ottobre - Alessandro Ruben, politico e avvocato italiano
- 14 ottobre - Giuseppe Scienza, allenatore di calcio e ex calciatore italiano
- 15 ottobre - Eric Benét, cantante e attore statunitense
- 15 ottobre - Roberta Bonanomi, ex ciclista su strada italiana
- 15 ottobre - Jorge Campos, calciatore e allenatore di calcio messicano
- 15 ottobre - Giampiero Cicciò, attore e regista teatrale italiano
- 15 ottobre - Dinho, ex calciatore brasiliano
- 15 ottobre - Elisa Marchioni, politica italiana
- 15 ottobre - Ghazi bin Muhammad, principe giordano
- 15 ottobre - Gábor Márton, allenatore di calcio e ex calciatore ungherese
- 15 ottobre - Aleksandr Sančik, generale russo
- 15 ottobre - Yu Weiteng, ex calciatore cinese
- 16 ottobre - John Behr, presbitero e teologo britannico
- 16 ottobre - Sergio Chierici, compositore e direttore di coro italiano
- 16 ottobre - Raúl Gutiérrez, allenatore di calcio e ex calciatore messicano
- 16 ottobre - John Inglis, ex calciatore scozzese
- 16 ottobre - Mohaisen Al-Jam'an, ex calciatore saudita
- 16 ottobre - Mauro Pili, politico e giornalista italiano
- 16 ottobre - Stefan Reuter, dirigente sportivo e ex calciatore tedesco
- 16 ottobre - Chris Weber, chitarrista statunitense
- 16 ottobre - Jennifer Zeng, attivista e scrittrice cinese
- 17 ottobre - Danny Ferry, dirigente sportivo e ex cestista statunitense
- 17 ottobre - Mark Gatiss, attore e sceneggiatore britannico
- 17 ottobre - Gavin Johnson, ex rugbista a 15 sudafricano
- 17 ottobre - Francesco Miccichè, regista e sceneggiatore italiano
- 17 ottobre - Jürgen Rollmann, allenatore di calcio, dirigente sportivo e ex calciatore tedesco
- 17 ottobre - Tomislav Steinbrückner, allenatore di calcio e ex calciatore croato
- 17 ottobre - Jens Zemke, dirigente sportivo e ex ciclista su strada tedesco
- 17 ottobre - Mário Antônio da Silva, arcivescovo cattolico brasiliano
- 18 ottobre - Gianguido Baldi, attore italiano
- 18 ottobre - Stéphane Brizé, regista e sceneggiatore francese
- 18 ottobre - Vito Cesaro, attore e regista italiano
- 18 ottobre - Roberto Gusmeroli, ex ciclista su strada italiano
- 18 ottobre - Francis Moiyap, ex calciatore papuano
- 18 ottobre - Margo Rey, cantante e cantautrice messicana
- 18 ottobre - Bill Stewart, batterista statunitense
- 18 ottobre - Gorō Taniguchi, regista, scrittore e disegnatore giapponese
- 18 ottobre - Guillaume de Tonquédec, attore francese
- 18 ottobre - Slavi Trifonov, cantante, personaggio televisivo e politico bulgaro
- 18 ottobre - Zsolt Túri, ex calciatore e ex giocatore di calcio a 5 ungherese
- 18 ottobre - Angela Visser, modella olandese
- 19 ottobre - Giuseppe Campoccio, atleta paralimpico italiano
- 19 ottobre - Jon Favreau, attore, regista e produttore cinematografico statunitense
- 19 ottobre - Adrienne Goodson, ex cestista, allenatrice di pallacanestro e dirigente sportiva statunitense
- 19 ottobre - Dīmītrīs Lyacos, scrittore greco
- 19 ottobre - Mario Nava, economista e dirigente pubblico italiano
- 19 ottobre - Daren Queenan, ex cestista statunitense
- 19 ottobre - Meldrick Taylor, ex pugile statunitense
- 19 ottobre - Cristian Teodorescu, scrittore romeno
- 19 ottobre - David Vann, scrittore statunitense
- 20 ottobre - Eva Adamcová, ex cestista cecoslovacca
- 20 ottobre - Fred Coury, batterista statunitense
- 20 ottobre - Ilir Daja, allenatore di calcio e ex calciatore albanese
- 20 ottobre - Giulio Iacchetti, designer italiano
- 20 ottobre - Hiroaki Kumon, ex calciatore giapponese
- 20 ottobre - Davide Perillo, giornalista e scrittore italiano
- 20 ottobre - Stefan Raab, conduttore televisivo, comico e cantante tedesco
- 20 ottobre - Gerardo Ernesto Salas Arjona, vescovo cattolico venezuelano
- 20 ottobre - Patrick Volkerding, informatico statunitense
- 20 ottobre - Jan-Chris de Koeijer, bassista e cantante olandese
- 21 ottobre - Serdar Apaydın, ex cestista turco
- 21 ottobre - Giacomo Ceredi, allenatore di calcio e ex calciatore italiano
- 21 ottobre - Peter van Dongen, fumettista e illustratore olandese
- 21 ottobre - Lars-Börje Eriksson, ex sciatore alpino svedese
- 21 ottobre - Fulvio Florean, copilota di rally italiano
- 21 ottobre - Douglas Hurley, ex astronauta statunitense
- 21 ottobre - Kam Lee, cantante statunitense
- 21 ottobre - Gianni Minervini, ex nuotatore italiano
- 21 ottobre - Mūḩsin Muḩammadiev, allenatore di calcio e ex calciatore tagiko
- 21 ottobre - Fabio Novembre, architetto e designer italiano
- 21 ottobre - Fabiana, conduttrice radiofonica e pubblicista italiana
- 21 ottobre - Sven Salumaa, ex tennista statunitense
- 21 ottobre - Arne Sandstø, allenatore di calcio e ex calciatore norvegese
- 21 ottobre - Everette Stephens, ex cestista statunitense
- 21 ottobre - Jonas Svensson, ex tennista svedese
- 22 ottobre - Jurij Arbačakov, ex pugile sovietico
- 22 ottobre - Tat'jana Ovsienko, cantante russa
- 22 ottobre - Vjačeslav Ross, regista sovietico
- 22 ottobre - Mark Seagraves, allenatore di calcio e ex calciatore inglese
- 22 ottobre - Luisa Todini, imprenditrice e ex politica italiana
- 23 ottobre - Aldo Dolcetti, allenatore di calcio e ex calciatore italiano
- 23 ottobre - Alex Flinn, scrittrice statunitense
- 23 ottobre - Fawzi Gamal, ex calciatore egiziano
- 23 ottobre - Leif Nordli, ex calciatore norvegese
- 23 ottobre - Giuseppe Puglisi-Alibrandi, avvocato italiano
- 23 ottobre - Lodovico Saccol, paroliere e compositore italiano
- 23 ottobre - Cornelia Sirch, ex nuotatrice tedesca
- 23 ottobre - Franco Vellar, allenatore di hockey su ghiaccio e ex hockeista su ghiaccio italiano
- 23 ottobre - Yan Hong, ex marciatrice cinese
- 23 ottobre - Alex Zanardi, ex pilota automobilistico e ex paraciclista italiano
- 24 ottobre - Roman Abramovič, imprenditore e politico russo
- 24 ottobre - Abdelmajid Bouyboud, ex calciatore marocchino
- 24 ottobre - Maurizio Colasanti, direttore d'orchestra e compositore italiano
- 24 ottobre - John Frizzell, compositore statunitense
- 24 ottobre - Jing Haipeng, astronauta cinese
- 24 ottobre - Christophe Lagrange, ex calciatore francese
- 24 ottobre - Vágner Mancini, allenatore di calcio e ex calciatore brasiliano
- 24 ottobre - Zahn McClarnon, attore statunitense
- 24 ottobre - Mark Miller, pilota automobilistico e pilota di rally statunitense
- 24 ottobre - Riccardo Niseem Onorato, attore e doppiatore italiano
- 24 ottobre - Andrea Pegoraro, ex astista italiano
- 24 ottobre - Davor Perkat, ex calciatore sloveno
- 24 ottobre - Conrad Pla, attore e ex kickboxer spagnolo
- 24 ottobre - Stefania Salvemini, ex cestista italiana
- 24 ottobre - Matthew Warchus, regista, direttore artistico e sceneggiatore britannico
- 25 ottobre - Gustavo Adrianzén, politico e avvocato peruviano
- 25 ottobre - Zana Briski, fotografa inglese
- 25 ottobre - Lionel Charbonnier, allenatore di calcio e ex calciatore francese
- 25 ottobre - Marco Desiderati, politico italiano
- 25 ottobre - Lisa Ginzburg, scrittrice e traduttrice italiana
- 25 ottobre - Keisha, ex attrice pornografica statunitense
- 25 ottobre - Loïc Lambert, allenatore di calcio e ex calciatore francese
- 25 ottobre - Perry Saturn, ex wrestler statunitense
- 25 ottobre - Sergej Syrcov, ex sollevatore sovietico
- 26 ottobre - Paolo Amati, cantautore, compositore e arrangiatore italiano
- 26 ottobre - Gustavo Balugano, ex calciatore argentino
- 26 ottobre - Zlatko Dalić, allenatore di calcio e ex calciatore croato
- 26 ottobre - Kevin Harmon, ex giocatore di football americano statunitense
- 26 ottobre - Masaharu Iwata, compositore giapponese
- 26 ottobre - Christian Lanthaler, ex sciatore alpino e sciatore nautico italiano
- 26 ottobre - Michiko Matsuda, ex calciatrice giapponese
- 26 ottobre - Alex Pastoor, allenatore di calcio e ex calciatore olandese
- 26 ottobre - Cristian Preda, politico e docente rumeno
- 26 ottobre - Valentina Uccheddu, ex lunghista italiana
- 26 ottobre - Steve Valentine, attore e doppiatore scozzese
- 26 ottobre - John Williams, ex cestista statunitense
- 27 ottobre - Gudrun Arnitz, ex sciatrice alpina austriaca
- 27 ottobre - Dibyendu Barua, scacchista indiano
- 27 ottobre - Thierry De Neef, ex calciatore e allenatore di calcio francese
- 27 ottobre - Jens Fjellström, opinionista e ex calciatore svedese
- 27 ottobre - Asier García, ex calciatore spagnolo
- 27 ottobre - Csaba Köves, ex schermidore ungherese
- 27 ottobre - Antonio Manicone, allenatore di calcio e ex calciatore italiano
- 27 ottobre - Oleg Moldovan, ex tiratore a segno moldavo
- 27 ottobre - Marko Perković Thompson, cantante e compositore croato
- 27 ottobre - Nicole Petignat, ex calciatrice e arbitro di calcio svizzera
- 27 ottobre - Teodoro Piccinno, ex calciatore italiano
- 28 ottobre - Steve Atwater, ex giocatore di football americano statunitense
- 28 ottobre - Chris Bauer, attore statunitense
- 28 ottobre - Claudio Bonaccorsi, ex cestista e allenatore di pallacanestro italiano
- 28 ottobre - Beatrice Gelmini, ex pattinatrice artistica su ghiaccio italiana
- 28 ottobre - Marco Mengucci, allenatore di calcio e ex calciatore italiano
- 28 ottobre - Zvezdan Pejović, ex calciatore jugoslavo
- 28 ottobre - Cristina Ranzolin, giornalista e conduttrice televisiva brasiliana
- 28 ottobre - Andy Richter, attore e personaggio televisivo statunitense
- 28 ottobre - Takehito Shimizu, chitarrista e produttore discografico giapponese
- 28 ottobre - Arīs Spīliōtopoulos, politico greco
- 28 ottobre - Sabine Winterfeldt, attrice e doppiatrice tedesca
- 29 ottobre - Glenn Berggoetz, attore, regista e scrittore statunitense
- 29 ottobre - Ian Durrant, ex calciatore scozzese
- 29 ottobre - Liu Boming, astronauta cinese
- 30 ottobre - Geert Blanchart, pattinatore di short track belga
- 30 ottobre - Giovanni Calabrese, ex canottiere italiano
- 30 ottobre - Dariusz Marciniak, calciatore polacco († 2003)
- 30 ottobre - Elio Migliaccio, calciatore italiano († 2012)
- 30 ottobre - Zoran Milanović, politico croato
- 30 ottobre - Ljudmila Rogačëva, ex mezzofondista russa
- 30 ottobre - Quin Snyder, ex cestista e allenatore di pallacanestro statunitense
- 30 ottobre - Kyoko Takezawa, violinista giapponese
- 30 ottobre - Carlotta Zamparo, ex ballerina italiana
- 30 ottobre - Dan Zimmermann, batterista tedesco
- 30 ottobre - Abu Musab al-Zarqawi, terrorista giordano († 2006)
- 31 ottobre - Mohammad Afash, ex calciatore siriano
- 31 ottobre - Ernst Aigner, ex calciatore austriaco
- 31 ottobre - Jörg Asmussen, economista e politico tedesco
- 31 ottobre - Francesca Balzani, politica italiana
- 31 ottobre - Paolo Basso, manager italiano
- 31 ottobre - David Butler, ex cestista statunitense
- 31 ottobre - Ebou Dubois, ex calciatore gambiano
- 31 ottobre - Georg Friedrich, attore austriaco
- 31 ottobre - Antônio Rinaldo Gonçalves, ex calciatore brasiliano
- 31 ottobre - Adam Horovitz, rapper e attore statunitense
- 31 ottobre - Mike O'Malley, attore, sceneggiatore e produttore televisivo statunitense
- 31 ottobre - Nick Stone, scrittore britannico